# Ksiądz Leon Morin
Ksiądz Leon Morin (fr. Léon Morin, prêtre) – francuski film wojenny z 1961 roku w reżyserii Jean-Pierre’a Melville’a. Film powstał na podstawie książki Béatrix Beck o tym samym tytule z 1952 roku.

## Fabuła
Akcja filmu dzieje się w niewielkim francuskim mieście w czasie II wojny światowej podczas okupacji niemieckiej. Barny, młoda, kapryśna, nieobliczalna, seksualnie niespełniona wdowa, mieszka razem ze swoją małą córeczką. Jest komunistyczną bojowniczką. Ponadto dużo wcześniej zadecydowała, że w życiu trzeba korzystać z chwili. Pewnego razu wstępuje do kościoła i przypadkowo wybiera księdza (ksiądz Leon Morin), aby się wyspowiadać. Kiedy już przystępuje do spowiedzi, próbuje sprowokować księdza, krytykując wyznanie katolickie. Zamiast spotkać się z afrontem i zdecydowanym sprzeciwem, wchodzi z księdzem w intelektualną dyskusję dotyczącą zagadnień religijnych. Jej spowiednikiem jest młody, przystojny, błyskotliwy i altruistyczny człowiek. Zachęca on Barny do kontynuowania konwersacji poza konfesjonałem. Młoda kobieta zaczyna spotykać się z kapłanem regularnie. Pociąga ją jego moralna siła. On natomiast przystępuje do misji mającej na celu sprowadzenie jej na drogę wiary.

## Obsada
- Jean-Paul Belmondo – ksiądz Leon Morin
- Emmanuelle Riva – Barny
- Irène Tunc – Christine Sangredin
- Nicole Mirel – Sabine Levy
- Gisèle Grimm – Lucienne
- Marco Behar – Edelman
- Monique Bertho – Marion
- Monique Hennessy – Arlette